# M.T.M (Motoscafo Turismo Modificato)
Los Motoscafo Turismo Modificato o MTM (Turismo en Lancha Modificado), también conocidos como barchino esplosivo, eran lanchas motorizadas equipadas con una carga explosiva, empleadas durante la Segunda Guerra Mundial por la Regia Marina italiana y que a finales de 1941 se convirtió en el barco explosivo estándar de la Decima Flottiglia MAS , siendo entre otros tipos de lanchas el modelo más construido.

## Diseño e historia
Los M.T.M. representaban una evolución de los medios rápidos de asalto en superficie desarrollados en 1936 gracias al apoyo del almirante Aimone di Savoia-Aosta ; en principio con los M.A. (Motoscafo d'Assalto – Lancha de Asalto) y M.A.T. (Motoscafo d'Assalto Aviotrasportabile – Lancha de Asalto Aerotransportada), con 2 ejemplares construidos de cada tipo en los astilleros Baglietto, en Varazze . Estos astilleros construyeron en los años 1938-39 dos series del nuevo tipo M.T., la primera serie de 6 unidades, la segunda de 12, ligeramente más grandes, con motores de 95 cv.
Esta última experiencia permitió en 1940-42 el desarrollo y la construcción de los M.T.M., de los cuales fueron construidos alrededor de 50 unidades.
Estas lanchas de casco de madera con un desplazamiento de 1,2 t estaban armadas con una carga explosiva estibada a proa de unos 300-350 kg de Tritolital (también llamado Torpex ), contenida en un contenedor cilíndrico. Su sistema de empleo era el siguiente: eran trasladadas lo más cerca de su objetivo a bordo de una unidad de superficie; las lanchas explosivas penetraban en las defensas a bajo régimen y una vez colocadas en posición se lanzaban contra el blanco; una vez asegurado el rumbo, el piloto calaba el timón y accionaba un mecanismo de eyección, que lo proyectaba al agua junto con el respaldo de su asiento (una plancha articulada de madera de 10 cm de espesor, que protegía al tripulante de la onda expansiva). Cuando la lancha chocaba contra el blanco, una serie de pequeñas cargas desgarraban el casco de la misma para que se hundiese debajo de la quilla del buque, donde una espoleta de profundidad hacía detonar la carga principal. 
Fueron utilizados en varias acciones, no siempre coronadas por el éxito. La más destacable fue el hundimiento del crucero pesado británico HMS York en la rada de la bahía de Suda, en Creta . El 26 de marzo de 1941, una flotilla de seis MTM al mando del teniente de navío Luigi Faggioni hundieron al HMS York de 10.400 t , un transporte y al petrolero Pericles, de 8.000 toneladas, sin bajas propias.
El diseño y modo de funcionamiento era análogo al empleado posteriormente por los japoneses con las lanchas suicidas Shin'yō y Maru-ni, pero en el caso italiano el piloto abandonaba el MTM antes de impactar. Pese a ello, la captura era con casi total certeza el precio mínimo a pagar por realizar un ataque con este tipo de naves.

## Especificaciones técnicas

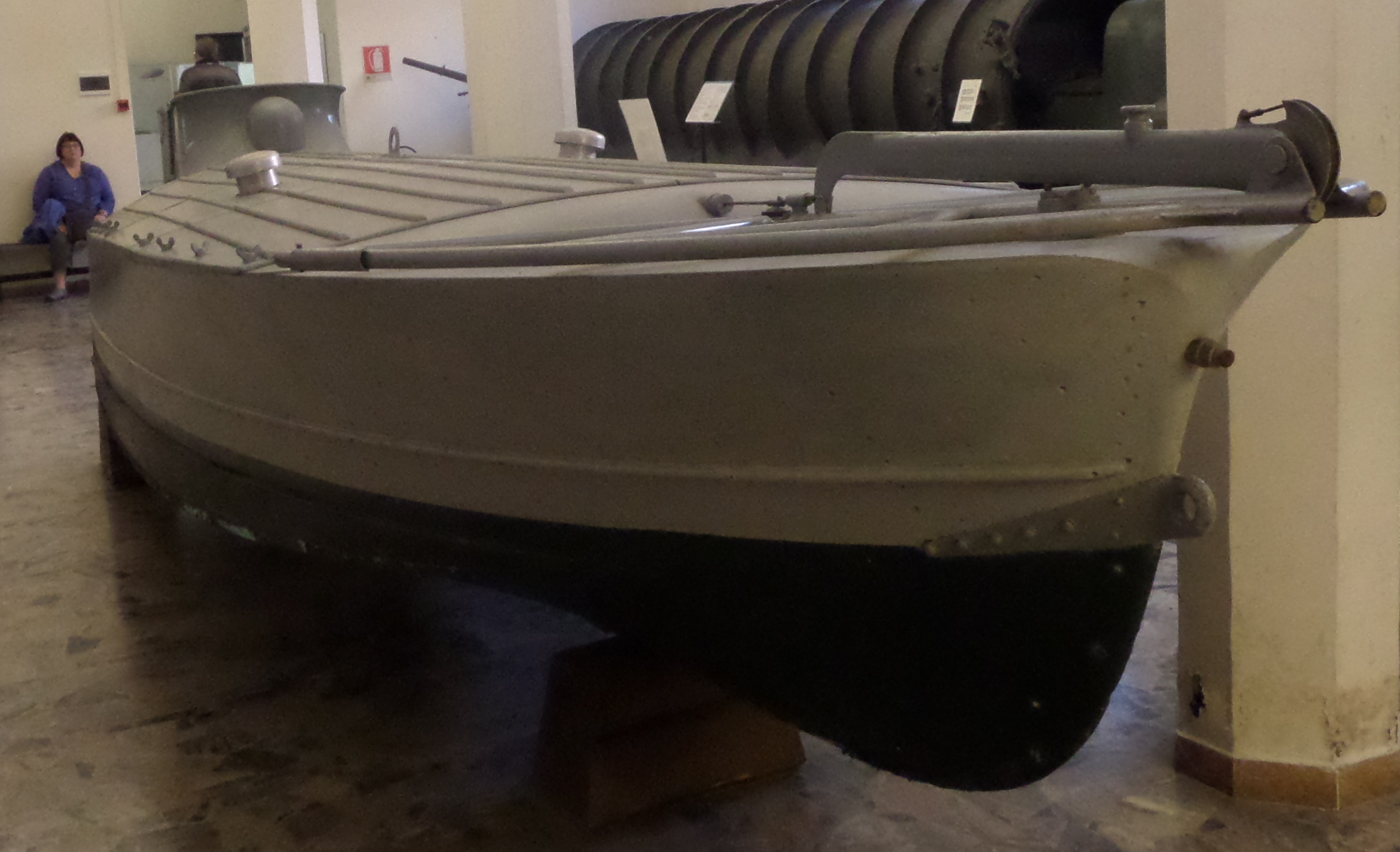
M.T.M. expuesto en el Museo Storico Navale), Venecia

Desplazamiento
1,2 t
Dimensiones

Eslora
6.15 m
Manga
1,7 m
Motor
Alfa Romeo, 6 cilindros, 2300 cc
Potencia motor
95 cv
Velocidad máxim
31 nudos
Autonomía
85 millas a 31 nudos
Armamento
carga explosiva de 300/350 kg de Torpex
Tripulación
1